# Astroworthia bicarinata
Astroworthia bicarinata är en grästrädsväxtart som först beskrevs av Adrian Hardy Haworth, och fick sitt nu gällande namn av Gordon Douglas Rowley. Astroworthia bicarinata ingår i släktet Astroworthia och familjen grästrädsväxter. Inga underarter finns listade i Catalogue of Life.

## Bildgalleri

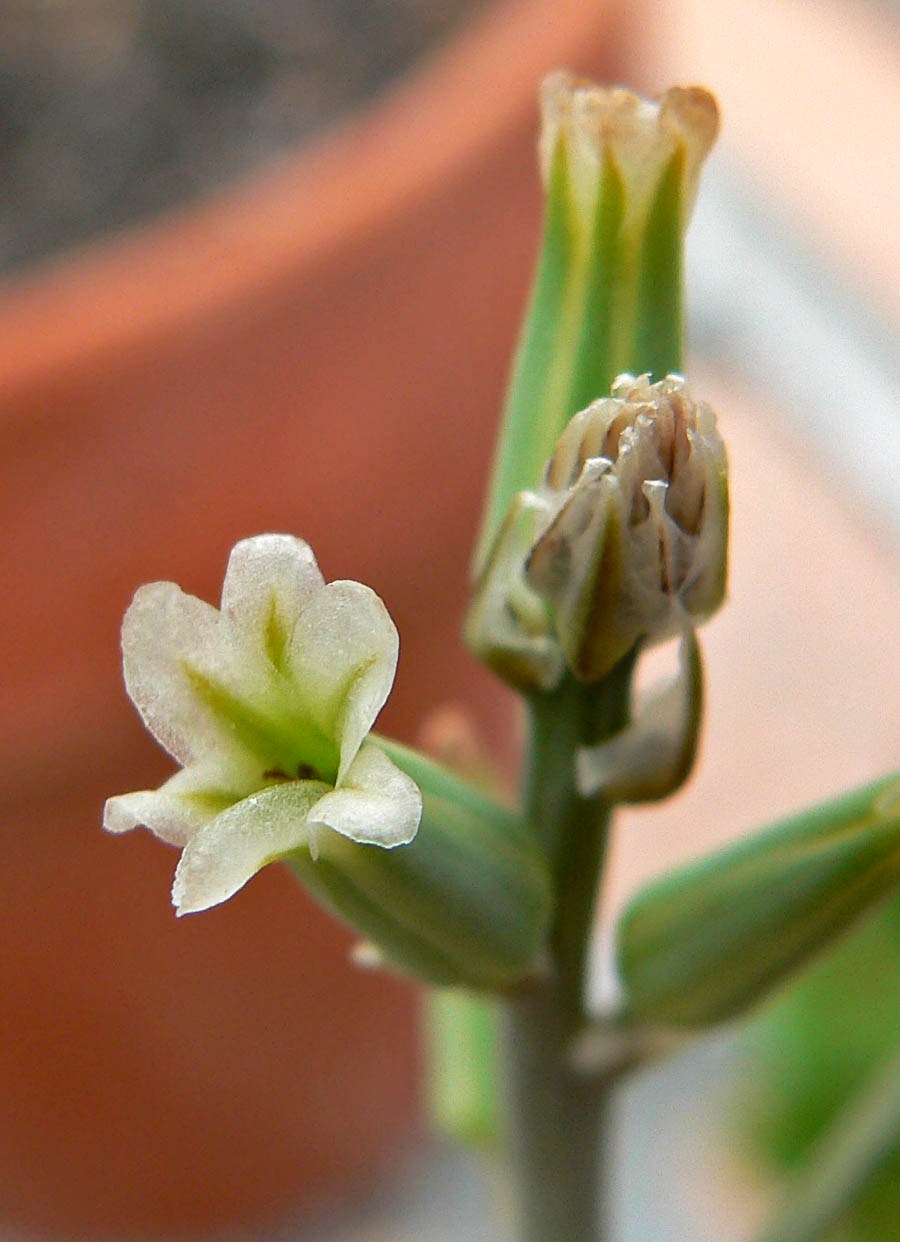